# 西大伍
西 大伍（にし だいご、1987年8月28日 - ）は、北海道札幌市清田区出身のプロサッカー選手。JFL・いわてグルージャ盛岡所属。ポジションはディフェンダー、ミッドフィールダー。元日本代表。

## 来歴

### プロ入り前
コンサドーレ札幌U-15およびU-18で育った生え抜き選手。U-15時代はFWとしてハーフナー・マイクと2トップを組み、U-18時代にはトップ下やボランチといった中盤中央のポジションでプレーしていた。2005年には全日本ユース選手権に出場し、チームの準優勝に貢献した。

### コンサドーレ札幌
2006年、藤田征也と共に 札幌トップチームに昇格したが、プロ入り当初は出場機会に恵まれず、2007年9月30日から札幌と提携を結ぶブラジルのECヴィトーリアに岩沼俊介と共にサッカー留学。当初は12月までの予定だったが、チームの主力の相次ぐ怪我を受けて10月24日に緊急帰国し、3日後の10月27日に行われた愛媛FC戦で0-0の場面で途中投入されると、後半ロスタイムにプロ初得点を決め、このゴールによってチームは勝利した。
2008年には3月30日の柏レイソル戦での決勝点を筆頭に、通算3得点を後半アディショナルタイム（公式記録上は89分）に記録した。2009年はサイドハーフからサイドバックにコンバートされ、リーグ戦42試合に出場して自己最多となる7得点を記録した。

### アルビレックス新潟
2010年はアルビレックス新潟に期限付き移籍。当初はMFの控えだったが、やがて右サイドバックのレギュラーに定着し、リーグ戦29試合に出場して1得点を記録。

### 鹿島アントラーズ
2011年、北海道コンサドーレ札幌から鹿島アントラーズに完全移籍。登録ポジションもMFからDFへ変更した。鹿島での活躍が認められ6月には自身初の代表にも選出された。
2014年には、ポルトガル1部リーグのCSマリティモへ練習参加し、鹿島の練習始動日に遅れて参加したため、規律違反処分を受けた。12月9日、8月2日のJ1第18節・サンフレッチェ広島戦(カシマサッカースタジアム)でコーナーキックからのダイレクトボレーで決めたゴールが、2014年の年間最優秀ゴールに選ばれた。
2015年から選手会長に就任。レギュラーとしてリーグ戦30試合に出場した。
2016年もレギュラーとして活躍し、2017年は自身初のJリーグベストイレブンを獲得した。
2018年シーズンでは、AFCチャンピオンズリーグで6試合2得点と活躍し、鹿島初のACL制覇に貢献した。

### ヴィッセル神戸
2019年、ヴィッセル神戸に完全移籍。開幕戦からスタメンで出場し、3月にはチームメイトの山口蛍と共に代表復帰を果たした。また、神戸から日本代表が選出されるのは5年ぶりとなった。翌年1月1日に行われた天皇杯決勝でスタメンとして出場し、クラブ史上初タイトル獲得に貢献した。
2020年シーズンもレギュラーとして出場し、ACLでもベスト4進出に貢献。

### 浦和レッズ
2021年シーズンより、浦和レッズでプレーする事が発表された。4月25日、第11節の大分トリニータ戦で移籍後初ゴールを決め、勝利に貢献した。
2022年1月12日、契約満了に伴い退団することが発表された。

### 北海道コンサドーレ札幌
2022年1月16日、同日から始まった、古巣札幌の沖縄キャンプに自ら希望し練習生として参加していることが分かった。2月4日、正式に加入が発表された。

### いわてグルージャ盛岡
2023年8月17日、J3リーグ・いわてグルージャ盛岡に期限付き移籍で加入することが発表された。2024年シーズンから完全移籍に移行。

### 日本代表
2010年12月6日、アルベルト・ザッケローニ体制のAFCアジアカップ2011予備登録メンバーに選出。2011年6月1日、キリンカップのペルー代表戦で代表初出場を果たした。
2014年10月1日、ハビエル・アギーレ体制で、代表復帰を果たすも出場機会は無かった。2017年12月、ヴァイッド・ハリルホジッチ体制のEAFF E-1サッカー選手権2017メンバーにも選出されたが、負傷辞退。
2019年3月、森保一体制で代表復帰。同月26日に行われたボリビア代表戦に出場し、前回代表で出場してから2855日ぶりの試合出場は、Jリーグ発足後最長ブランク記録となった。

## 人物・エピソード
- 小学六年生の時に大泉洋と木村洋二が司会を務めているバラエティ番組「1×8いこうよ!」（札幌テレビ）の放送開始時の企画「1×8無差別オーディション2000」にリフティングの達人として登場、「1×8スター誕生~無差別オーディション2013~」開催時にはあの人は今として鹿島を訪れている。
- コンサドーレ札幌のオフィシャルダンスドリルチーム・コンサドールズに所属している西桜子は実妹で、2009年と2010年に「キャプテン」を務めた[19]。
- 釣りが趣味。
- 千葉和彦、荒野拓馬、早川史哉とともにYoutubeチャンネルを運営している。

## 所属クラブ
- 真栄SSS （札幌市立真栄小学校）
- 2000年 - 2002年 コンサドーレ札幌U-15（札幌市立真栄中学校）
- 2003年 - 2005年 コンサドーレ札幌U-18（北海道札幌清田高校）
- 2006年 - 2010年  コンサドーレ札幌
  - 2010年  アルビレックス新潟（期限付き移籍）
- 2011年 - 2018年  鹿島アントラーズ
- 2019年 - 2020年  ヴィッセル神戸
- 2021年  浦和レッズ
- 2022年 - 2023年  北海道コンサドーレ札幌
  - 2023年8月 - 同年12月  いわてグルージャ盛岡（期限付き移籍）
- 2024年 -  いわてグルージャ盛岡

## 個人成績
| 国内大会個人成績 | 国内大会個人成績 | 国内大会個人成績 | 国内大会個人成績 | 国内大会個人成績                       | 国内大会個人成績 | 国内大会個人成績 | 国内大会個人成績 | 国内大会個人成績 | 国内大会個人成績 | 国内大会個人成績 | 国内大会個人成績 |
| 年度             | クラブ           | 背番号           | リーグ           | リーグ戦                               | リーグ戦         | リーグ杯         | リーグ杯         | オープン杯       | オープン杯       | 期間通算         | 期間通算         |
| 年度             | クラブ           | 背番号           | リーグ           | 出場                                   | 得点             | 出場             | 得点             | 出場             | 得点             | 出場             | 得点             |
| 日本             | 日本             | 日本             | 日本             | リーグ戦                               | リーグ戦         | リーグ杯         | リーグ杯         | 天皇杯           | 天皇杯           | 期間通算         | 期間通算         |
| ---------------- | ---------------- | ---------------- | ---------------- | -------------------------------------- | ---------------- | ---------------- | ---------------- | ---------------- | ---------------- | ---------------- | ---------------- |
| 2006             | 札幌             | 27               | J2               | 0                                      | 0                | -                | -                | 0                | 0                | 0                | 0                |
| 2007             | 札幌             | 27               | J2               | 5                                      | 1                | -                | -                | 0                | 0                | 5                | 1                |
| 2008             | 札幌             | 22               | J1               | 27                                     | 3                | 6                | 0                | 1                | 0                | 34               | 3                |
| 2009             | 札幌             | 22               | J2               | 41                                     | 7                | -                | -                | 1                | 0                | 42               | 7                |
| 2010             | 新潟             | 22               | J1               | 29                                     | 1                | 6                | 0                | 3                | 0                | 38               | 1                |
| 2011             | 鹿島             | 22               | J1               | 30                                     | 1                | 0                | 0                | 1                | 0                | 31               | 1                |
| 2012             | 鹿島             | 22               | J1               | 30                                     | 1                | 10               | 0                | 5                | 0                | 45               | 1                |
| 2013             | 鹿島             | 22               | J1               | 29                                     | 0                | 8                | 0                | 1                | 0                | 38               | 0                |
| 2014             | 鹿島             | 22               | J1               | 23                                     | 3                | 2                | 0                | 1                | 0                | 26               | 3                |
| 2015             | 鹿島             | 22               | J1               | 30                                     | 0                | 5                | 0                | 1                | 0                | 36               | 0                |
| 2016             | 鹿島             | 22               | J1               | 26                                     | 1                | 6                | 0                | 3                | 0                | 35               | 1                |
| 2017             | 鹿島             | 22               | J1               | 30                                     | 1                | 1                | 0                | 2                | 1                | 33               | 2                |
| 2018             | 鹿島             | 22               | J1               | 23                                     | 3                | 3                | 1                | 4                | 1                | 30               | 5                |
| 2019             | 神戸             | 22               | J1               | 29                                     | 0                | 4                | 0                | 3                | 0                | 36               | 0                |
| 2020             | 神戸             | 22               | J1               | 26                                     | 1                | 1                | 0                | -                | -                | 27               | 1                |
| 2021             | 浦和             | 8                | J1               | 25                                     | 1                | 6                | 0                | 2                | 0                | 33               | 1                |
| 2022             | 札幌             | 20               | J1               | 13                                     | 0                | 7                | 0                | 1                | 0                | 21               | 0                |
| 2023             | 札幌             | 22               | J1               | 2                                      | 0                | 5                | 0                | 2                | 0                | 9                | 0                |
| 2023             | 岩手             | 99               | J3               | 9                                      | 0                | -                | -                | -                | -                | 9                | 0                |
| 2024             | 岩手             | 22               | J3               | 19                                     | 1                | 2                | 0                | 0                | 0                | 21               | 1                |
| 2025             | 岩手             | 22               | JFL              |                                        |                  | -                | -                |                  |                  |                  |                  |
| 通算             | 日本             | 日本             | J1               | 372                                    | 16               | 70               | 1                | 30               | 2                | 472              | 19               |
| 通算             | 日本             | 日本             | J2               | 46                                     | 8                | -                | -                | 1                | 0                | 47               | 8                |
| 通算             | 日本             | 日本             | J3               | 28                                     | 1                | 2                | 0                | 0                | 0                | 30               | 1                |
| 通算             | 日本             | 日本             | JFL              | \|\|\|\|colspan="2"\|-\|\|\|\|\|\|\|\| |                  |                  |                  |                  |                  |                  |                  |
| 総通算           | 総通算           | 総通算           | 総通算           | 446                                    | 25               | 72               | 1                | 31               | 2                | 548              | 28               |

- 2016年
  - Jリーグチャンピオンシップ 3試合0得点
- 2017年
  - FUJI XEROX SUPER CUP 1試合0得点
- 2020年
  - FUJI XEROX SUPER CUP 1試合0得点

| 国際大会個人成績 | 国際大会個人成績 | 国際大会個人成績 | 国際大会個人成績 | 国際大会個人成績 | FIFA      | FIFA      |
| 年度             | クラブ           | 背番号           | 出場             | 得点             | 出場      | 得点      |
| AFC              | AFC              | AFC              | ACL              | ACL              | クラブW杯 | クラブW杯 |
| ---------------- | ---------------- | ---------------- | ---------------- | ---------------- | --------- | --------- |
| 2011             | 鹿島             | 22               | 3                | 0                | -         | -         |
| 2015             | 鹿島             | 22               | 6                | 0                | -         | -         |
| 2016             | 鹿島             | 22               | -                | -                | 4         | 0         |
| 2017             | 鹿島             | 22               | 6                | 0                | -         | -         |
| 2018             | 鹿島             | 22               | 6                | 2                | 3         | 0         |
| 2020             | 神戸             | 22               | 6                | 1                | -         | -         |
| 通算             | AFC              | AFC              | 27               | 3                | 7         | 0         |

その他の国際公式戦
- 2012年
  - スルガ銀行チャンピオンシップ 1試合0得点
- 2013年
  - スルガ銀行チャンピオンシップ 1試合0得点

出場歴
- Jリーグ初出場 - 2007年9月2日 J2第38節 対愛媛FC（千代台陸上競技場）
- Jリーグ初得点 - 2007年10月27日 J2第48節 対愛媛FC（愛媛県総合運動公園陸上競技場）

## タイトル

### クラブ
コンサドーレ札幌
- J2リーグ：1回（2007年）

鹿島アントラーズ
- J1リーグ：1回（2016年）
- Jリーグカップ：3回（2011年、2012年、2015年）
- 天皇杯全日本サッカー選手権大会：1回（2016年）
- FUJI XEROX SUPER CUP：1回（2017年）
- AFCチャンピオンズリーグ：1回（2018年）
- スルガ銀行チャンピオンシップ：2回（2012年、2013年）

ヴィッセル神戸
- 天皇杯 JFA 全日本サッカー選手権大会：1回（2019年）
- FUJI XEROX SUPER CUP：1回（2020年）

浦和レッズ
- 天皇杯 JFA 全日本サッカー選手権大会：1回（2021年）

### 個人
- Jリーグベストイレブン：2回（2017年、2018年）
- Jリーグ優秀選手賞：3回（2016年、2017年、2018年）
- Jリーグ最優秀ゴール賞：1回（2014年）

## 代表歴
- A代表初出場 - 2011年6月1日 キリンカップサッカー2011 対ペルー（東北電力ビッグスワンスタジアム）

### 出場大会
- 日本代表候補
  - 2010年 AFCアジアカップ2011予備登録メンバー
  - 2015年 AFCアジアカップ2015予備登録メンバー
- 日本代表
  - 2011年 キリンカップサッカー2011
  - 2019年 キリンチャレンジカップ2019

### 試合数
- 国際Aマッチ 2試合 0得点（2011年 -2019年）

| 日本代表 | 国際Aマッチ | 国際Aマッチ |
| 年       | 出場        | 得点        |
| -------- | ----------- | ----------- |
| 2011     | 1           | 0           |
| 2019     | 1           | 0           |
| 通算     | 2           | 0           |

### 出場
| No. | 開催日        | 開催都市 | スタジアム                   | 対戦相手 | 結果 | 大会                       |
| --- | ------------- | -------- | ---------------------------- | -------- | ---- | -------------------------- |
| 1.  | 2011年6月1日  | 新潟     | デンカビックスワンスタジアム | ペルー   | △0-0 | キリンカップサッカー2011   |
| 2.  | 2019年3月26日 | 神戸     | ノエビアスタジアム神戸       | ボリビア | ○1-0 | キリンチャレンジカップ2019 |